# 藍翅棲鴨
藍翅棲鴨（Pteronetta hartlaubii）是非洲森林中一種呈深栗色的鴨。牠們最初被認為是棲鴨，後來被改為屬於鑽水鴨。但是，牠們始終與之有所分別，故被分類在獨有的屬中。
黑头凫体重约790克，翼长约267毫米，嘴峰长约50毫米，喙宽度约19.8毫米，喙厚度约15.4毫米，跗蹠长约41.6毫米，尾长约95毫米。黑头凫是部分迁徙的鸟类，其栖息在开放的湖泊、沼泽等湿地环境中，食性为肉食性。

根據粒線體DNA細胞色素b及NADH脫氫酶亞基2的分析，發現藍翅棲鴨與藍翅雁屬於一個獨特的分支。
藍翅棲鴨分佈在西非及中非，由畿內亞及塞拉里昂，東至尼日利亞及蘇丹，南至加蓬、剛果共和國及扎伊爾。
藍翅棲鴨的命名是為紀念德國自然學家蓋史達夫·哈特拉伯（Gustav Hartlaub）。